# 朝圣者三百周年半美元
朝圣者三百周年半美元（英語：Pilgrim Tercentenary half dollar）又名朝圣者半美元（英語：Pilgrim half dollar），是美国铸币局1920至1921年出产的半美元纪念币，由赛勒斯·达林设计，旨在纪念朝圣者抵达北美三百周年。
看到有关缅因州百年纪念半美元授权法案的报告后，马萨诸塞州联邦众议员约瑟夫·沃尔什觉得也可以为朝圣者登陆新大陆三百周年发行纪念币，利润可以用在普利茅斯的庆祝活动上。法案很快在国会通过，并于1920年5月12日经伍德罗·威尔逊总统签字生效。
美术委员会雕塑家詹姆斯·厄尔·弗雷泽觉得石膏模型不尽如人意，但财政部还是批准设计方案。纪念币面世后起初销量喜人，但不久就逐渐下滑，共有十余万枚退回费城铸币局熔毁。钱币学家昆汀·戴维·鲍尔斯认为，部分朝圣者半美元在第二年才生产，开创历史上强迫收藏爱好者购买多枚硬币才能集齐套装的先例，发行商的贪婪从此一发不可收拾，钱币学界的纯真年代至此划上句点。

## 背景
朝圣者是布朗派英格兰非国教徒，虽然依然信奉基督教，但他们认为包括主教或圣诞节在内的部分内容毫无必要。与清教徒不同，朝圣者在遵循教义方面更加严格，同时也不像清教徒那样寻求英格兰教会内部改革，而是决定与之分离。1608年，詹姆斯一世国王开始迫害分离主义者，朝圣者因此离开英格兰前往荷兰，威廉·布拉德福德（William Bradford）便是其中一员。
17世纪10年代末，荷兰政府开始同英国结盟，局势对分离主义者不利。他们在荷兰举步维艰，得不到行会接纳就只能从事体力劳动，还担心子孙后代不接受他们的语言和宗教信仰。以托马斯·韦斯顿（Thomas Weston）为首的投资人同意为远赴北美洲探险投资，分离主义者乘“史佩德威尔号”（Speedwell）离开荷兰，同规模更大的“五月花号”会合后一起前往北美。事实证明，史佩德威尔号不适合远洋航行，最终五月花号的乘客大部分是英格兰或荷兰的分离主义者，还有部分乘客只能留在停下修补的史佩德威尔号上等待。五月花号于1620年9月6日从西南英格兰的普利茅斯出发，船上有102名乘客和47名船员。
1620年11月9日，五月花号抵达鳕鱼角附近，最终在今马萨诸塞州普罗威斯顿境内靠岸。两天后，船上的成年男子签署《五月花号公约》，所有人同意服从多数人的意愿，这份文件之后成为美国民主的根基。由于口粮不足，他们没有继续前往弗吉尼亚殖民地，改在普利茅斯殖民地（今马萨诸塞州普利茅斯）建立定居点。起初他们计划在更南面的地区定居，因为拥有的财产在此过冬尚有不足，结果有一半人没能活到春季来临。当地美洲原住民不多，但五月花号移民在1621年遇到一群印第安人，其中有萨默西特（Samoset）和史广多两人会讲一点英语。史广多教导清教徒以当地方法种植玉米，欧洲移民此时对这种原产新大陆的作物还不熟悉。借着印第安人传授的知识，朝圣者逐渐站住脚跟。朝圣者的人口增长速度在美洲第一代移民中相对缓慢，所以在当地属少数群体。1691年，普利茅斯殖民地并入马萨诸塞湾省。普利茅斯殖民地总督约翰·卡佛（John Carver）于1621年去世后，威廉·布拉德福德获选继任，此后连任14届，任期达30年，他的夫人早在五月花号停靠普罗威斯顿港（Provincetown Harbor）时便已过世。在布拉德福德的引领下，殖民地从最初无可取代的社区经济向私有化制度转变，农作物收成在此期间大幅提升。他的日记也以《普利茅斯种植园》（Of Plymouth Plantation）为题出版，是了解朝圣者日常生活的主要信息来源。
20世纪20年代时，美国纪念币尚不经政府销售，而是国会授权某个机构独家拥有以面值从美国铸币局买下硬币，然后自行决定是否加价向公众转售的权力。以朝圣者三百周年半美元为例，国会虽未在法案中明确写出名号，但实际获得授权的组织是朝圣者三百周年委员会，硬币发行收益需用于朝圣者抵达新大陆三百周年的庆祝活动。

## 立法
1920年3月23日，马萨诸塞州联邦众议员约瑟夫·沃尔什（Joseph Walsh）向众议院递交法案（编号. 13227），建议发行朝圣者三百周年半美元，法案转铸币和度量衡委员会审核。26日，委员会召开听证会，首先审议的是之后为阿拉巴马州百年纪念半美元授权的另一道法案。表决支持授权十万枚半美元的阿拉巴马州法案后，委员会继续审核朝圣者半美元法案。印第安纳州议员阿尔伯特·维斯塔（Albert Vestal）是委员会主席，他曾于两天前致信财政部长大卫·休斯顿（David F. Houston），部长在回信中表示，财政部此前没有对委员会批准的缅因州百年纪念币提出异议，也不反对阿拉巴马州纪念币法案，但他担心大量发行不同设计的纪念币会助长伪造和欺诈。

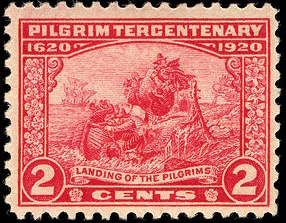
美国邮政部为三百周年纪念发行的两美分邮票，绘有朝圣者登陆的情景。

沃尔什出席听证会并告知委员会，国会此前已授权另一个委员会同州及地方当局合作，为计划1920年12月举行的五月花号登陆三百周年庆祝活动做准备，策划工作也会在这年夏天开始。虽然马萨诸塞州其他地方，甚至州外也会举办活动，但普利茅斯无疑是重中之重，普利茅斯岩（Plymouth Rock）周边地区的美化是前期准备的主要目标。该委员会曾建议发行纪念邮票并申请联邦拨款，但看到铸币和度量衡委员会针对缅因州百年纪念半美元的报告后，沃尔什觉得也可以为五月花靠岸三百周年发行纪念币。沃尔什议员还在听证会上援引1893年的芝加哥哥伦布纪念博览会为先例，当时国会就曾授权哥伦布半美元。俄亥俄州议员威廉·艾伯特·阿什布鲁克（William A. Ashbrook）也在一边帮腔，说1907年国会曾为詹姆斯镇世界博览会发行硬币，不过历史上其实没这回事。沃尔什还表示，对朝圣者三百周年庆典感兴趣的人很多，所以提出的授权发行量（50万枚）也比阿拉巴马州半美元多。他还建议由分别位于费城、丹佛和旧金山的全部三家铸币分局生产纪念币，让更多地方受益。阿什布鲁克觉得50万实在太多，建议降为30万枚，沃尔什同意。密苏里州议员威廉·莱斯特·纳尔逊（William L. Nelson）提议委员会批准修订后的法案，委员会通过。3月26日，维斯塔代表委员会发布报告，建议众议院通过修订后的法案。

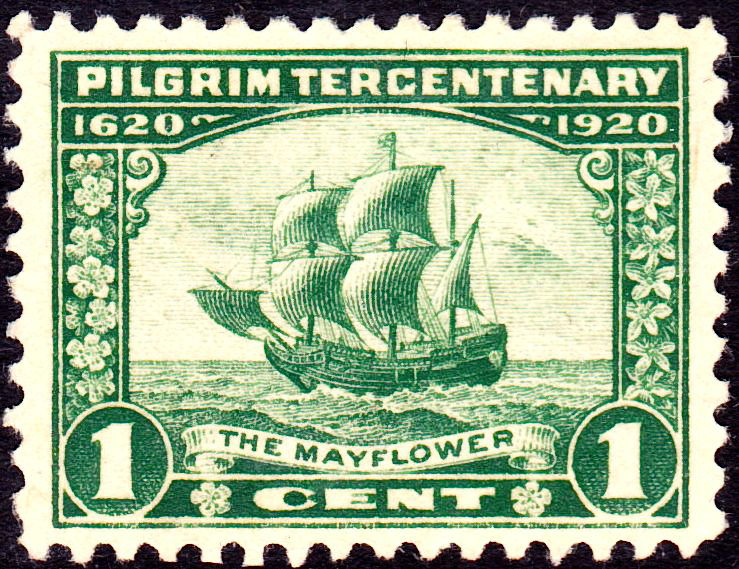
美国邮政部为三百周年纪念发行的一美分邮票，绘有“五月花号”。

1920年4月21日，众议院先后审议缅因州百年纪念、阿拉巴马州百年纪念和朝圣者三百周年共三部纪念币授权法案。议会考虑缅因州和阿拉巴马州法案期间，俄亥俄州议员沃伦·加德（Warren Gard）提出多个问题，但没有表态反对任何法案。议会开始审核朝圣者法案后，加德询问沃尔什为什么授权发行的半美元达50万枚，远超其他法案，沃尔什称原因是这是三百周年纪念，而不是一百周年。加德又问，要是四百周年岂不是还要更多，沃尔什表示肯定。加德还向沃尔什和维斯塔提问，此时有多少半美元硬币在市场流通，但两人都答不上来。华盛顿州议员约翰·富兰克林·米勒（John Franklin Miller）询问硬币的纪念事宜究竟是朝圣者登陆普罗威斯顿，还是之后登陆普利茅斯，但沃尔什没有给出确切答复。印第安纳州议员詹姆斯·邓巴（James W. Dunbar）指出，银价涨幅显著，铸币局的现金流可能会在生产这些纪念币时耗尽，还问联邦政府是否需要承担任何开支。维斯塔回复称所有耗费由马萨诸塞州负责，然后提议通过委员会修正案把授权发行量从50万减至30万，此举引来加德的注意并问起修改原因，回答是原本的法案把这里印错了。沃尔什曾告知委员会，他觉得朝圣者三百周年比缅因州一百周年更重要，所以有意选择50万发行量。加德询问维斯塔提出的修正案是否有委员会认可，得到肯定答复后，他又询问朝圣者半美元的销量是否会超过普通半美元流通币，沃尔什对此回复：“为什么问这个？我觉得很可能吧，特别是在鳕鱼角。”加德表示希望夏天能去鳕鱼角待几天，维斯塔称欢迎加德参加三个州的周年庆典并购买或花费半美元。接下来众议院通过法案，没有人提出异议。
次日（4月22日），众议院通过的法案抵达参议院并转银行和货币委员会审核。4月28日，康涅狄格州议员乔治·佩恩·麦克林（George P. McLean）同报参议院建议通过法案。5月3日，麦克林提请参议院立即审议三项硬币授权法案（即上文所述的缅因州、阿拉巴马州和朝圣者三种纪念币），担心法案虽已列入当天的参议院议程，但可能无法达成，所以有必要采取紧急措施。犹他州议员里德·斯穆特（Reed Smoot）反对麦克林的要求，因为斯穆特刚才就提议立即审议反倾销贸易法案，但遭到科罗拉多州议员查尔斯·斯伯丁·托马斯（Charles S. Thomas）反对。不过斯穆特也表示，如果参议院到下午两点还没开始审议硬币法案，那估计也不会有人再投反对票。麦克林之后又一次提请议会先行审阅硬币法案，堪萨斯州议员查尔斯·柯蒂斯询问理由，麦克林回应称三种硬币都是针对某个周年纪念活动，需要尽快获得授权并投产。最终三项法案都顺利通过，没有议员反对。1920年5月12日，经伍德罗·威尔逊总统签字，授权发行朝圣者半美元的法案成为法律正式生效。

## 准备

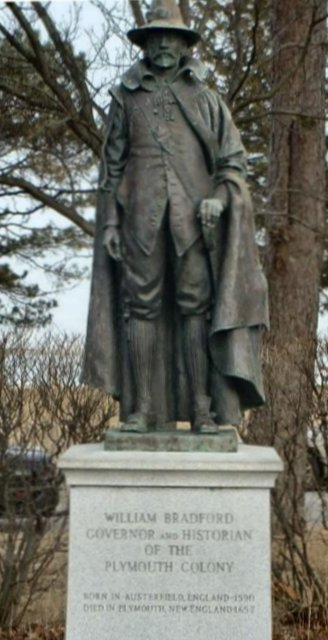
赛勒斯·达林1920年完成的威廉·布拉德福德总督像，朝圣者半美元也是由他设计。

赛勒斯·达林（Cyrus E. Dallin）是波士顿雕塑家，以创作美洲原住民及朝圣者关联作品闻名。受朝圣者三百周年委员会委托，他根据委员会提供的设计草图制作三维石膏模型。纪念币直到1920年5月12日才获得授权，三百周年委员会又希望硬币尽早面世，所以一直敦促达林赶工。委员会聘请达林之举显然颇合美国美术委员会主席查尔斯·摩尔（Charles Moore）的心意，他在写给达林的信里就表现得十分愉悦。
1920年8月，达林完成模型，美术委员会将之转交委员兼雕塑家詹姆斯·厄尔·弗雷泽（James Earle Fraser）审核。弗雷泽觉得模型上的刻字太粗糙，他在写给摩尔但没有注明日期（估计是八月下旬）的信里对没有时间修改模型表示遗憾。弗雷泽还建议今后铸币局留出三个月时间让美术委员会考虑设计方案，委员会在9月3日会晤致信铸币局局长雷蒙德·贝克（Raymond T. Baker）转告弗雷泽的建议。贝克没有理会委员会的信，财政部随后批准设计方案。

## 设计

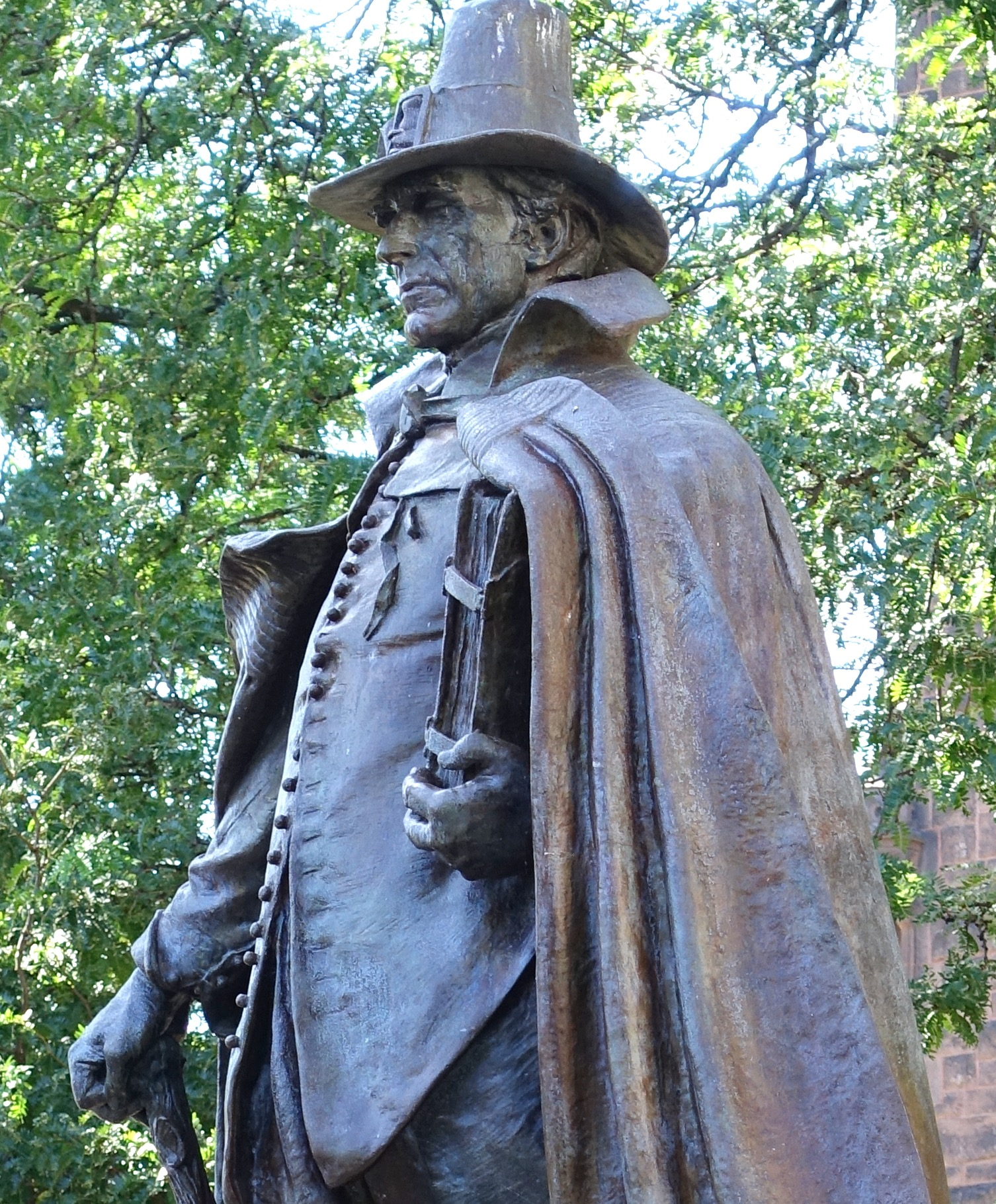
奥古斯都·圣高登斯创作的清教徒雕像（局部）

硬币正面是普利茅斯殖民地总督威廉·布拉德福德，他戴着帽子，手臂夹有圣经。布拉德福德以虔诚着称，半美元旨在描绘他冥想时的形象。达林的石膏模型在书上有（“圣经”）字样，其他位置还有雕塑家的姓名首字母缩写“CED”，但最终出产的纪念币没有上述内容。布拉德福德的手肘下方有字母，是设计师的姓氏首字母缩写，从文字效果来看很可能是刻在出币毂上，通常以这种方式刻上硬币的字母都是代表不同铸币局的铸币标记，字母就代表丹佛铸币局。
钱币学家安东尼·斯沃泰克（Anthony Swiatek）和沃尔特·布林（Walter Breen）认为，布拉德福德的衣领很宽，类似清教徒的日常穿着，两人还觉得带有皱褶的领结不像那个时代朝圣者移民的装束。布拉德福德没有画像传世，也没有文献详细描述他的模样，所以无论从任何角度来看，半美元上他的肖像都纯属艺术创作。虽然弗雷泽批评硬币上的刻字太粗糙，但半美元尺寸很小，看上去不明显。
半美元背面是全速前进的五月花号。许多钱币学作家重点关注船上采用的三角小帆，这种设计在五月花号航行的时代尚未面世。克莱尔·奥布里·休斯顿（Clair Aubrey Huston）为朝圣者三百周年设计，1920年12月21日发行的一美分邮票上就没有犯这样的错误。此外，正面人物头像右方有（“我们信仰上帝”），左侧是铸造年份“1921”（1920年版没有标示年份），周围有国名（“美利坚合众国”）和（“朝圣者半美元”）环绕。
美术史学家科尼利厄斯·弗缪尔（Cornelius Vermeule）在美国钱币和奖章主题著作中认为，朝圣者半美元堪称“保守传统的杰作”。在他看来，达林描绘的布拉德福德受到奥古斯都·圣高登斯（Augustus Saint-Gaudens）及其雕塑清教徒影响。弗缪尔还称，与1892年乔治·托马斯·摩根（George T. Morgan）在哥伦布半美元上刻画的圣玛利亚号相比，达林的五月花号进步很大，而且预示着20世纪30年代会有更多纪念币采用船作为主要设计元素（确知的至少有五款）。“从海浪上的船尾来看，朝圣者（半美元背面）的船着实令人钦佩。”

## 生产、销售和收藏

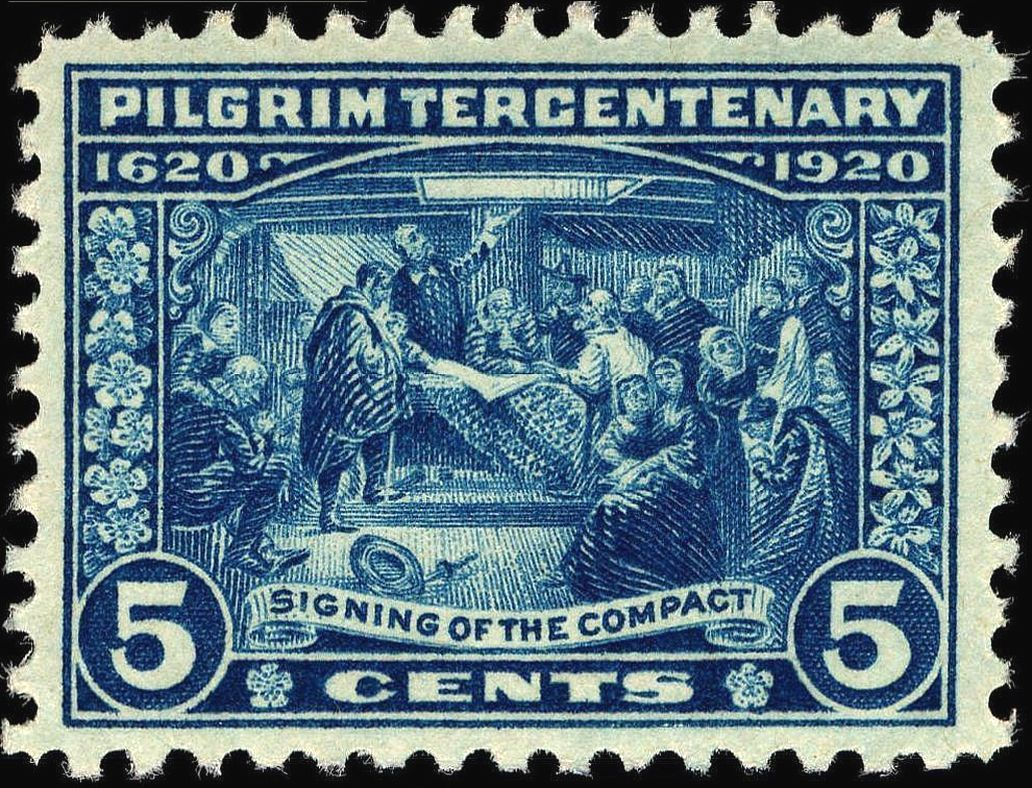
美国邮政部为三百周年纪念发行的五美分邮票，描绘签署五月花号公约的情景

1920年10月，费城铸币局出产20万零112枚朝圣者半美元，其中112枚由铸币局保留，等待来年美国化验委员会的年度检测。20万枚纪念币运抵波士顿国民肖马特银行后定价一美元公开发售，利润归三百周年委员会所有。消费者可以在波士顿或普利茅斯任意银行下单，斯沃泰克认为1920年版销售非常成功，以致于三百周年委员会当时根本没想过会需要向铸币局退货。授权发行量还有十万枚未交货，委员会于1921年春向铸币局订购，但此时销量已开始下滑。第二批货于七月生产，铸币局另铸有53枚化验用币。这批半美元在正面布拉德福德肖像左侧加刻发行年份“1921”，以满足《1873年铸币法案》中硬币需刻上出产年份的要求。美国不久进入经济衰退，纪念币销量大减，两批都有数万枚库存。最终三百周年委员会把4.8万枚1920年版和八万枚1921年版退回铸币局熔毁。
随着时间的推移，两种年份的朝圣者半美元逐渐升值，这其中又以仅两万枚存世的1921年更加明显。1936年纪念币热潮席卷美国期间，1920年版朝圣者半美元要价1.75美元，1921年版则要八美元。1980年美国再度迎来纪念币热潮后，1920年版涨至275美元，1921年版更达八百美元高位。根据理查德·约曼（Richard S. Yeoman）2015年豪华版的《美国钱币指南手册》（A Guide Book of United States Coins），1920年版如今价值在85至650美元范围，1921年版则达到170至850美元，具体视成色而定。2014年，一枚成色根据谢尔顿硬币分级标准判定基本完美的1920年版经拍卖以7344美元成交。
钱币学作家兼钱币经销商昆汀·戴维·鲍尔斯（Q. David Bowers）认为，朝圣者半美元是第一种为了让收藏爱好者购买多枚硬币集齐套装而在不同年份生产的半美元纪念币：
直到此时，针对收藏家的纪念币宣传还很少。钱币学界在销售总量所占比例还很小……1921年版朝圣者半美元的目标就是“拿下”收藏爱好者，正如（钱币经销商）麦克斯·梅尔所言，为迎合钱币学家集齐套装的欲望。言犹在耳，这年的局势很快就变了，收藏爱好者自顾不暇，各自面对发行商的贪欲，1921年的阿拉巴马和密苏里州半美元都是明证。（钱币学界的）纯真年代至此划上句点。

### 脚注
1. 1 2 3  Slabaugh，第44頁.
2. 1 2  Flynn，第151頁.
3. ↑  Slabaugh，第44–45頁.
4. ↑  Flynn，第151–52頁.
5. ↑  Taxay，第v–vii頁.
6. ↑  Slabaugh，第3–5頁.
7. ↑  美國聯邦公法第66–182號
8. 1 2  Flynn，第152頁.
9. 1 2  profile.
10. ↑  House hearings，第3–5頁.
11. ↑  House hearings，第5–9頁.
12. ↑  committeepass.
13. 1 2  1920 Congressional Record, Vol. 66, Page 5947–5950  (1920-04-21)
14. ↑  House hearings，第6–7頁.
15. 1 2  1920 Congressional Record, Vol. 66, Page 5950  (1920-04-21)
16. ↑  1920 Congressional Record, Vol. 66, Page 5966  (1920-04-22)
17. ↑  1920 Congressional Record, Vol. 66, Page 6202  (1920-04-28)
18. ↑  1920 Congressional Record, Vol. 66, Page 6443  (1920-05-03)
19. ↑  1920 Congressional Record, Vol. 66, Page 6454  (1920-05-03)
20. ↑  Bowers，第141頁.
21. 1 2 3  Slabaugh，第43頁.
22. 1 2  Bowers，第142頁.
23. 1 2  Taxay，第48–51頁.
24. ↑  Vermeule，第161頁.
25. 1 2 3 4  Swiatek，第115頁.
26. ↑  Swiatek & Breen，第209, 211頁.
27. 1 2  Bowers，第144頁.
28. ↑  Taxay，第51頁.
29. 1 2 3  Swiatek & Breen，第211頁.
30. ↑  Taxay，第49頁.
31. ↑  Swiatek & Breen，第211, 213頁.
32. ↑  Vermeule，第160頁.
33. ↑  Vermeule，第161–62頁.
34. ↑  Bowers，第144–45頁.
35. ↑  Yeoman，第1125–26頁.
36. ↑  Bowers，第146頁.